# Nokia N71
Nokia N71 — смартфон фірми Nokia, анонсований 2 листопада 2005 року і випущений в червні 2006 року. Це був перший смартфон-розкладачка компанії Nokia, разом із Nokia N92, який був анонсований того ж дня. Відноситься до лінійки телефонів «мультимедійний комп'ютер».

## Характеристика
Модель Nokia N71 має розмір 98.6х51.2х23 мм, важить 139 грам. На лицьовій панелі знаходиться модуль камери і відразу світлодіодний спалах. Камера 2-мегапіксельна CMOS, вона максимально схожа з камерою моделі Nokia N70, в ній відсутній автофокус. Активація камери можлива з меню пристрою, зовнішніх кнопок для цього не передбачено. У апарата є лише три зовнішні клавіші — на верхньому торці кнопка включення/вимкнення (вона ж відповідає за зміну профілів), кнопка під екраном, яка дозволяє переглядати системні повідомлення, інформацію про дзвінки, не розкриваючи апарата, і на лівій стороні кнопка Push To Talk (регулювання гучності бічними клавішами в апараті не передбачено).

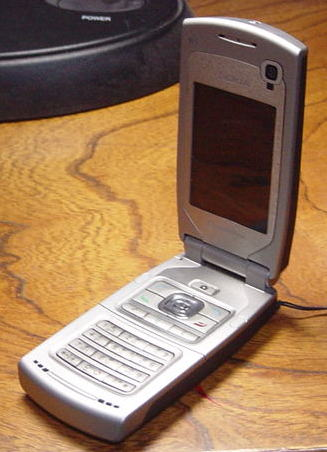
Nokia N71 у відкритому вигляді.

Зовнішній екран відображає до 65 000 кольорів, досить великий за фізичним розміром. Роздільна здатність — 96х68 пікселів (діагональ — 1.36 дюйма). На верхньому торці знаходиться стандартний інтерфейсний роз'єм — Pop Port. У комплект входить Audio Adapter — перехідник із стандартним роз'ємом на 3.5 мм, що дозволяє використовувати з апаратом будь-які навушники за власним бажанням. На нижній половинці корпусу є силіконові вставки (прямокутники по обидва боки), вони запобігають дотику екрана та клавіатури. По центру над основним блоком клавіш знаходиться Multimedia Key, на цю кнопку призначається виклик мр3 плеєра, радіо, інших функцій. Під клавіатурою розташовані решітки двох динаміків, вони здатні забезпечувати стереозвук. Акумулятор вбудований в задню стінку, батарея вставляється в пази на кришці, таке рішення вже застосовувалося у низці моделей компанії. Місткість літій-іонного акумулятора BL-5C — 970 мАг, за заявою виробника він забезпечує до 4 годин роботи в режимі розмови та до 210 годин у режимі очікування.
Кнопки візуально розділені на блоки. Джойстик невеликий і трохи втоплений у корпус — у нього специфічна форма, а в самому центрі — кнопка підтвердження. Навколо джойстика — контекстні кнопки та прийом/відбій дзвінка. Вони великі і зручні для натискання, завдяки чому можна пересуватися по меню, не дивлячись на клавіші.
Нижче цього блоку, але в одній «зчіпці», що знаходиться в залізному оточенні, є допоміжні кнопки для входу в меню, активація зміни текстового стану телефону та видалення непотрібних символів. Цифрові кнопки розташовані в невеликій улоговині, що характерно для розкладачок. Вони невеликого розміру, проте довгасті і між ними достатньо місця.
Телефон оснащений 2-мегапіксельною камерою (CMOS), роздільна здатність 1600х1200, 1024х768, 640х480 пікселів, вбудований спалах ефективний на відстані до 1.5 метрів, придушення ефекту червоних очей, налаштування сцен, вибір умов освітлення, цифровий зум. Запис відео відбувається у форматі mpeg4, довжина запису необмежена нічим, крім вільної пам'яті на карті. У налаштуваннях можна вимкнути запис звуку, вибрати роздільну здатність — 352х288, 176х144, 128х96 пікселів (у всіх випадках запис — 15 кадрів за секунду).
У телефоні лише 10 Мб вбудованої пам'яті, але комплект входить картка на 128 Мб.